# Kirche Hl. ehrwürdiger Sisoë der Große (Nova Pazova)

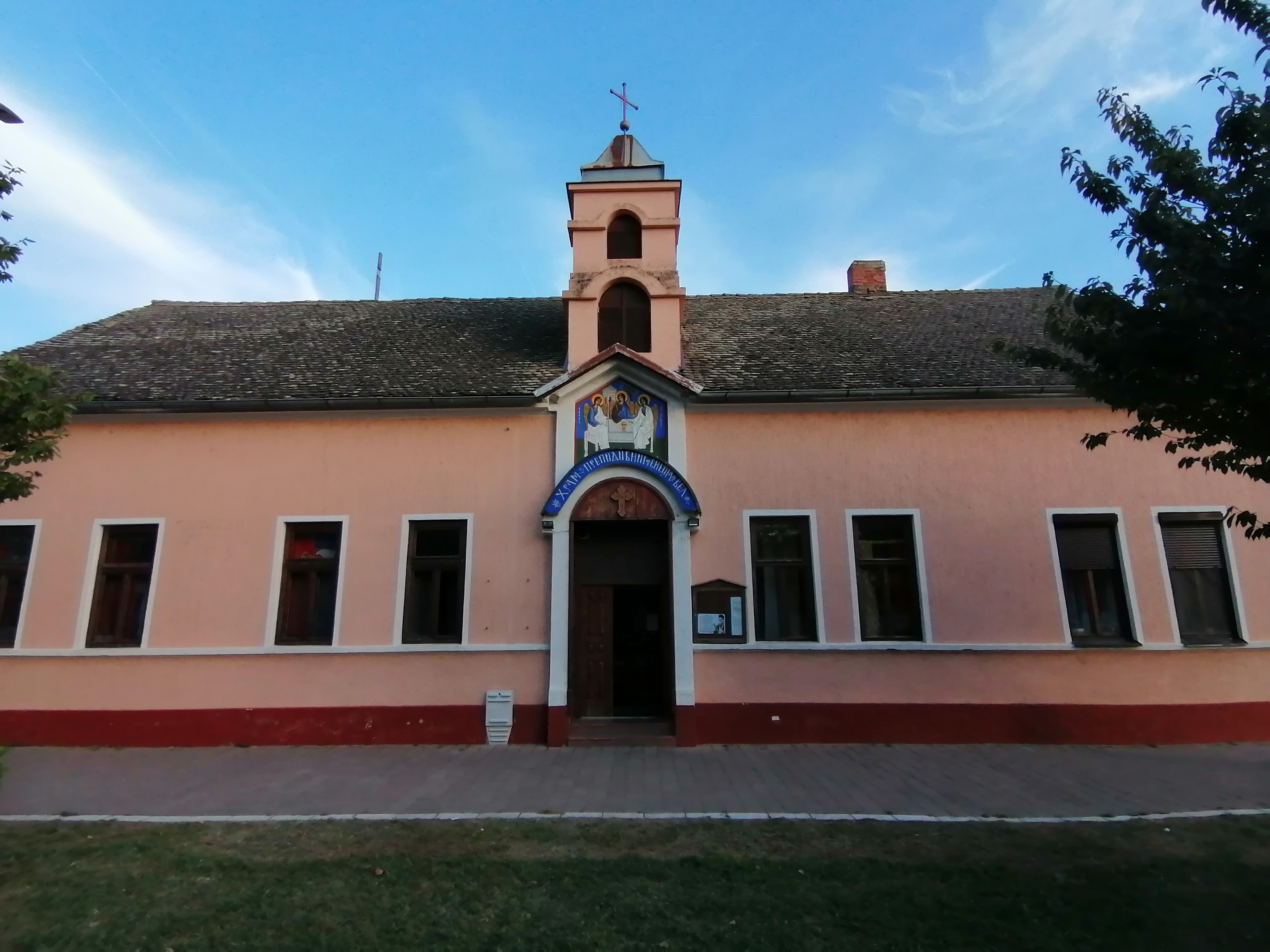
Die Kirche Hl. ehrwürdiger Sisoë der Große in Nova Pazova

Die Kirche Hl. ehrwürdiger Sisoë der Große (serbisch: Црква oder Храм Светог Преподобног Сисоја Великог, Crkva oder Hram Svetog Prepodobnog Sisoja Velikog) in der Siedlung Nova Pazova, ist eine serbisch-orthodoxe Kirche in der nordserbischen autonomen Provinz Vojvodina.
Das adaptierte dem Hl. ehrwürdigen Sisoë dem Großen geweihte Kirchengebäude ist die Pfarrkirche der Pfarrei der Kirche Hl. ehrwürdiger Sisoë der Große zu Nova Pazova, im Dekanat Stara Pazova, der Eparchie Srem, der Serbisch-Orthodoxen Kirche.

## Lage
Das Kirchengebäude steht im Ortszentrum von Nova Pazova, am Anfang der Straße: Njegoševa ulica, kurz vor deren Einmündung in die Hauptstraße des Ortes, der Straße: Ulica Cara Dušana mit der Adresse Njegoševa ulica Nr. 3. Unweit steht die von 2004 bis 2007 erbaute Kirche Hl. ehrwürdige Mutter Petka Paraskeva an der Hauptstraße.
Vor der Kirche auf dem Bürgersteig, im kleinen nicht umzäunten Kirchhof stehen zwei Bäume, einige dekorative Pflanzentöpfe und ein Fahnenständer mit einem Kreuz auf der Spitze. Gegenüber der Kirche befinden sich das Gesundheitszentrum von Nova Pazova und die Grundschule Sveti Sava.

## Geschichte

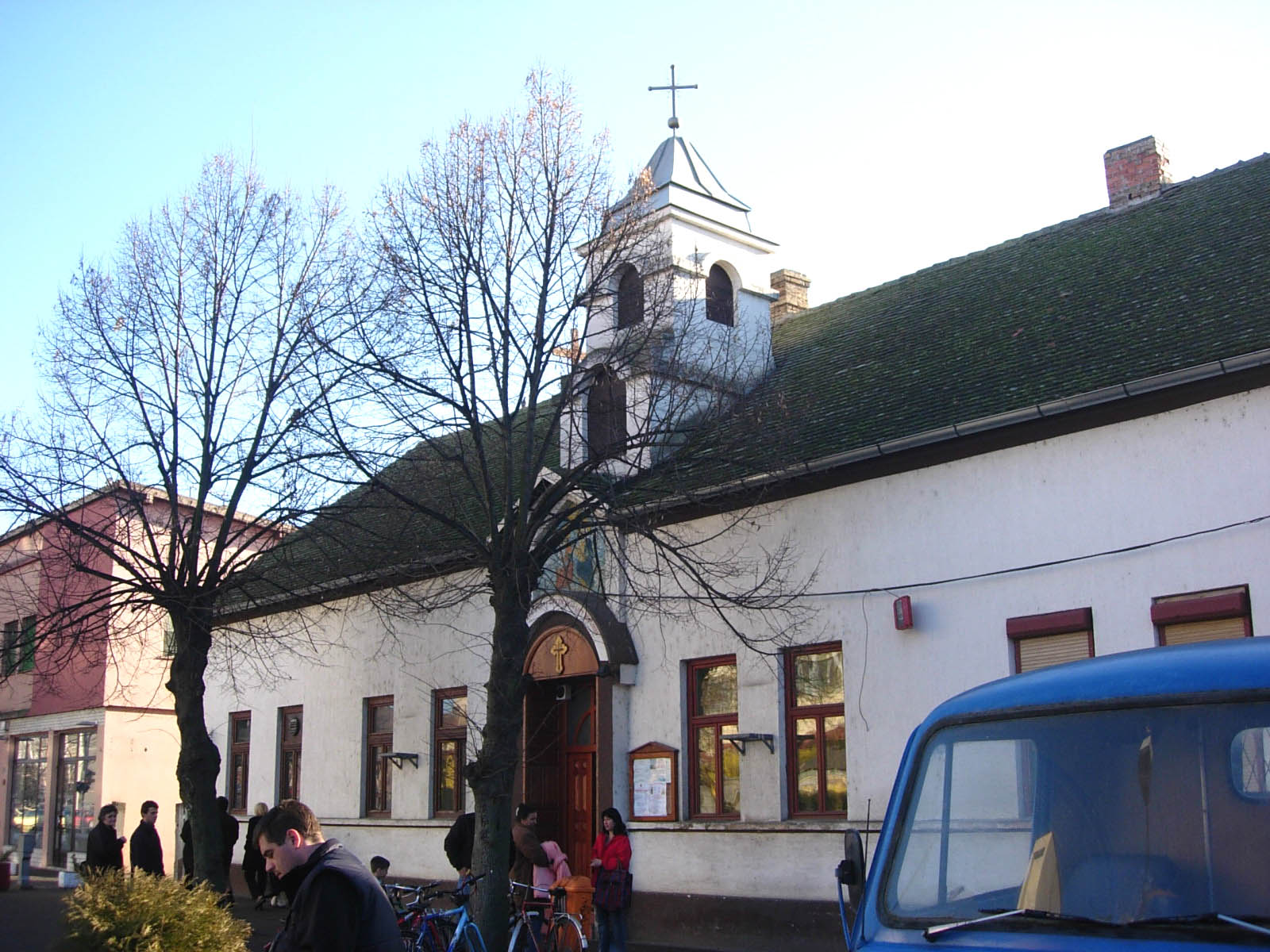
Die Kirche im Jahre 2006

Das Kirchengebäude ist das erste orthodoxe Gotteshaus in Nova Pazova. Vor dem Zweiten Weltkrieg waren die meisten Einwohner von Nova Pazova evangelische deutsche Donauschwaben. In der Siedlung stand eine von 1808 bis 1812 erbaute evangelische nach dem Zweiten Weltkrieg zerstörte Kirche. 1944 verließen die Donauschwaben den Ort in Richtung Österreich und später Deutschland. In den nun entvölkerten Ort wurden durch den Krieg obdachlos gewordene serbische Familien aus den kriegszerstörten Regionen der Lika, Dalmatiens und Bosnien und Herzegowinas angesiedelt.
Am 20. Dezember 1945, wurde auf Beschluss des Gerichts der Eparchie Srem die Pfarrei von Nova Pazova gegründet. Zum ersten Pfarrpriester wurde Milorad Naumović ernannt. Der ehemalige evangelische Kirchensaal mit kleiner Schule und der Wohnung des Pastors wurde dem ersten orthodoxen Priester zugewiesen, der Saal in ein Kirchengebäude umgebaut und mit allen notwendigen liturgischen Gegenständen ausgestattet. Zu Weihnachten 1946 wurde das Kirchengebäude der Hl. Dreifaltigkeit unter dem Patrozinium des Feiertages der Herabkunft (Ausgießung) des Hl. Geistes auf die Apostel geweiht.
Von den in der Kirche aufbewahrten sakralen Gegenständen, hatte nur die Gottesmutterikone vor der Ikonostase, die von der Verwaltung der Kathedrale Hl. Erzengel Michael in Belgrad gestiftet wurde, einen größeren materiellen Wert. Der Großteil des Inventars wurde vom pensionierten Militärkaplan aus Belgrad, Erzpriester Marko Kirić, erworben.
Die erste Altartrennwand der Kirche war keine Ikonostase im eigentlichen Sinne. Sie bestand aus improvisierten Brettern die in einen silberbronzenen Farbton getönt waren und auf denen überwiegend Ikonen aus Papier unterschiedlicher Größen platziert waren. 1969 wurde mit dem Sammeln von freiwilligen Geldbeiträgen zur Herstellung einer echten Ikonostase für die Kirche begonnen.

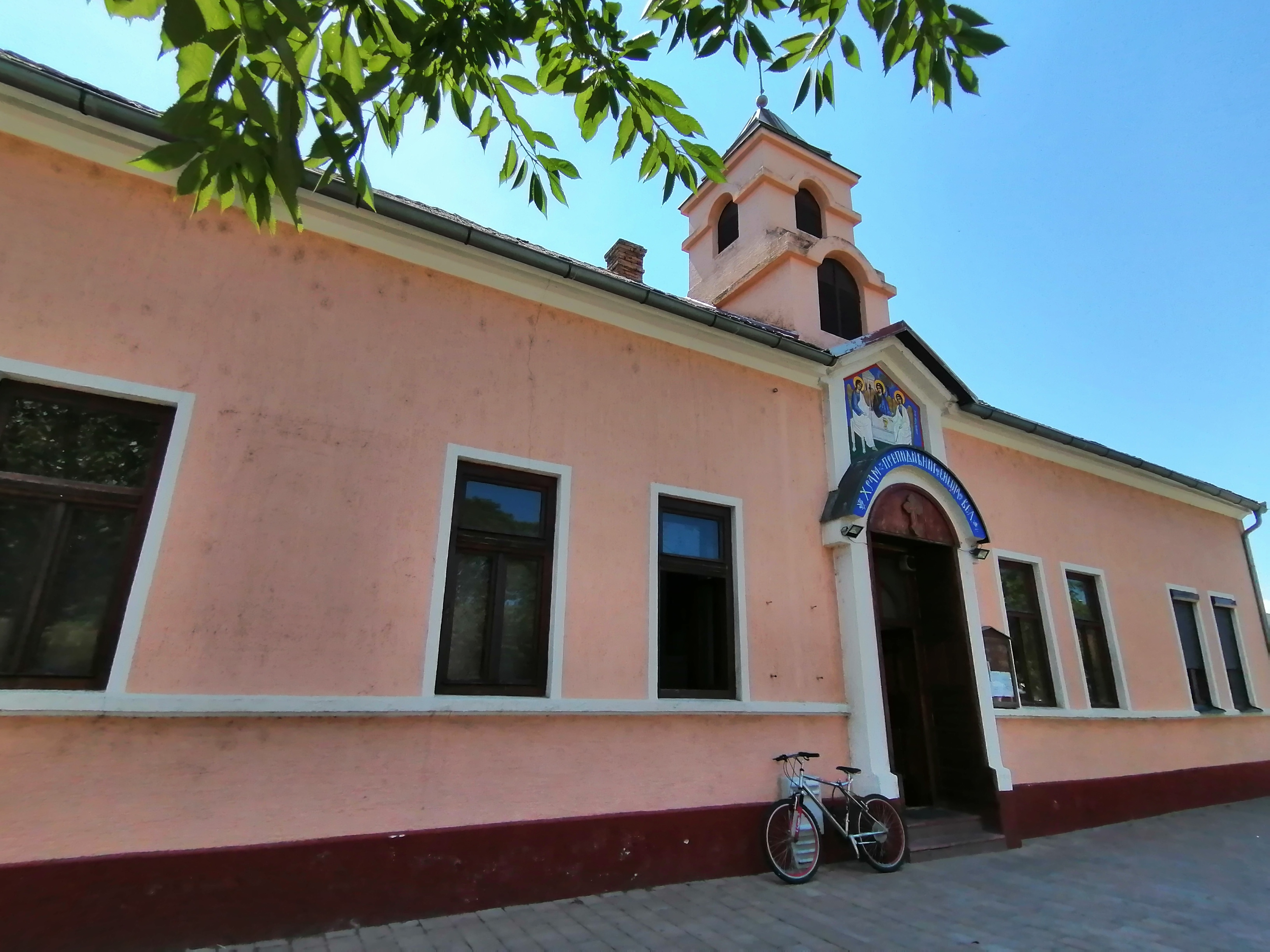
Das Kirchengebäude im Jahr 2022

Am Jahresende 1971 wurde eine echte hölzerne Ikonostase in der Kirche aufgestellt. Der Ikonen der Ikonostase wurden vom Ikonenmaler Dragan Bjelogrlić aus Novi Sad gemalt. Eine spätere Rekonstruktion der Ikonostase wurde von Emil Penov, ebenfalls aus Novi Sad, durchgeführt.
1993 wurde auf die Initiative des Priesters Bogdan Mihajlović, der heutige kleine Glockenturm an der Westfassade der Dreifaltigkeitskirche hinzugefügt. Im südöstlichen Ortsgebiet beim alten orthodoxen Friedhof, wurde von 1989 bis 1993 die Dreifaltigkeitskirche, erbaut.
Auf Vorschlag des Priesters Mile Jokić, entschied der Bischof der Eparchie Srem, Vasilije, am 31. August 2000, dass das Kirchengebäude umbenannt und der Hl. Petka Paraskeva geweiht werden sollte. Die Entscheidung wurde am 19. Oktober desselben Jahres, dem Feiertag des Hl. Apostel Thomas (nach gregorianischem Kalender), feierlich verkündet und ein neues Antimension bei der abendlichen Liturgie in die Kirche gebracht.
Aufgrund des Baus der Kirche Hl. Petka Paraskeva in der nahen Umgebung beschloss Bischof Vasilije am 30. April 2011 erneut einen Patronatswechsel und weihte das Gotteshaus dem Hl. ehrwürdigen Sisoë dem Großen. Der Hl. Sisoë der Große gilt als ein großer Beschützer der Kinder. Von 2013 bis 2014 wurden die Außenfassaden der Kirche neu gestrichen.

## Architektur

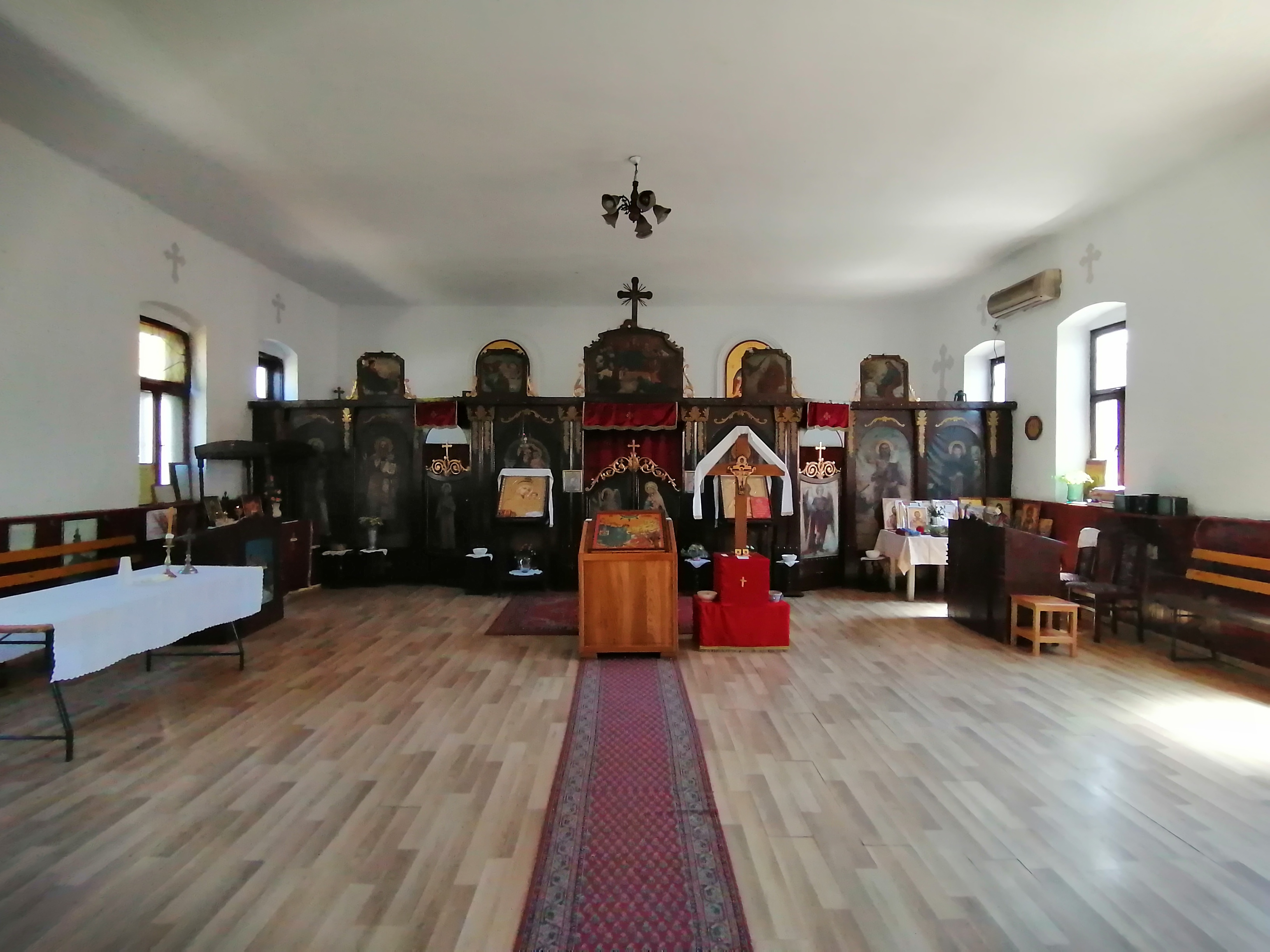
Die Ikonostase der Kirche

Da das heutige Kirchengebäude ursprünglich kein Gotteshaus darstellte, unterscheidend es sich von anderen Kirchen.
Das Gotteshaus mit einem rechteckigen Grundriss besitzt einen Kircheneingang an der Westfassade. Über der Tür ist ein orthodoxes Kreuz angebracht, darüber ist in kyrillischer Schrift der Name der Kirche verewigt. Über dem Kirchennamen ist eine Patronatsfreske der Hl. Dreifaltigkeit dargestellt und diese Freske wird vom kleinen Glockenturm überragt. Neben dem Eingang ist eine Informationstafel angebracht.
Das Kircheninnere ist in eine Vorhalle (Narthex), in der Ständer zum Kerzen entzünden stehen, den großen Saal (Kirchenschiff) und den Altarbereich hinter der Ikonostase, aufgeteilt.
Das Kircheninnere wird von der hölzernen Ikonostase mitsamt Ikonen dominiert. Die Kirche ist nicht mit Fresken bemalt, jedoch hängen einige große Wandikonen an den Kirchenwänden.
Im Kircheninnenraum befinden sich zudem, ein Holzkreuz, Chorgestühl, ein Chorständer und Kirchentische.